# آمدئو رگا
آمدئو رگا (انگلیسی: Amedeo Rega; ۳۱ ژانویهٔ ۱۹۲۰ – 2007) بازیکن فوتبال اهل ایتالیا بود.
از باشگاه‌هایی که در آن بازی کرده‌است می‌توان به باشگاه فوتبال پروجا، باشگاه ورزشی لاتزیو، باشگاه فوتبال سالرنیتانا، باشگاه فوتبال آ.اس. رم، و باشگاه فوتبال کاتانیا اشاره کرد.